# Бастрон Микита Станіславович
Микита Станіславович Бастрон (рос. Никита Станиславович Бастрон; нар. 18 вересня 1995, Тюмень, Росія) — російський футболіст, захисник.

## Життєпис
Вихованець «Тюмені». Виступав за молодіжний склад нижньогородської «Волги». На дорослому рівні провів декілька сезонів у ПФЛ. Восени 2020 року захисник уклав контракт із грузинською «Чихурою». Дебютував в Лізі Еровнулі 30 листопада у переможному матчі проти тбіліського «Динамо» (2:0).